# My Bonnie
My Bonnie è un album in studio del 1962 di Tony Sheridan e The Beat Brothers, poi noti come The Beatles.

## Storia
Nel 1960, in occasione della loro prima visita ad Amburgo in Germania, i Beatles incontrarono il chitarrista rock Tony Sheridan, divenendo suoi amici. Nel corso della loro seconda trasferta, nel 1961, alternandosi con altri gruppi supportarono Sheridan che si esibiva al Top Ten. Quell'anno, l'agente dell'etichetta discografica Polydor Bert Kaempfert – su consiglio di Alfred Schacht della Aberbach Music, che era rimasto positivamente colpito dalle qualità musicali di Sheridan – propose all'artista di incidere un disco, e Sheridan scelse, come gruppo di spalla, i Beatles. Kaempfert produsse le registrazioni presso la sala d'incisione Friedrich-Ebert-Halle, coadiuvato dall'ingegnere del suono Karl Hinze. Vennero realizzate diverse registrazioni della formazione di Liverpool, sia insieme a Sheridan che da soli come gruppo, ma soltanto alcune vennero inserite nell'album. I Beatles comparvero sul retro della copertina di My Bonnie/The Saints. La versione di Swanee River per l'album è talvolta attribuita ai Beatles, ma tale variante non è in realtà la loro e non è noto se la registrazione originale esiste ancora.
Nel 1961 Raymond Jones, un giovane di Liverpool, chiese una copia del singolo My Bonnie, che portò i Beatles all'attenzione dell'allora direttore di un negozio di dischi Brian Epstein, e mise in moto gli eventi che lo portarono a divenire l'agente dei Beatles. In verità non vi fu mai un Raymond Jones. L'assistente di Epstein Alistair Taylor ammise successivamente di aver inventato il nome per ordinare alcune copie di My Bonnie. Dopo che i Beatles pervennero al successo, le otto tracce, assemblate ad altro materiale dei Beat Brothers, vennero ripubblicate in un album del 1964 intitolato The Beatles First.

## Tracce
Lato A
1. My Bonnie (tradizionale)
2. Skinny Minny (Bill Haley, Rusty Keefer, Milt Gabler, Catherine Cafra)
3. Whole Lotta of Shakin' Goin On (Dave Williams, Sonny David)
4. I Know Baby (Tony Sheridan)
5. You Are My Sunshine (Jimmie Davis, Charles Mitchel)
6. Ready Teddy (Robert Blackwell, John Marascalco)

Lato B
1. The Saints
2. Hallelujah, I Love Her So (Ray Charles)
3. Let's Twist Again (Kal Mann, Dave Appell, Peter Buchenkamp)
4. Sweet Georgia Brown (Ben Bernie
Kenneth Casey
Maceo Pinkard)
5. Swanee River
6. Top Ten Twist (Homsen, Bones, Sheridan, Lüth)

Nel 2001, l'LP My Bonnie venne pubblicato in CD dalla Polydor, con 10 bonus tracks:
1. My Bonnie (German intro) (Trad./Sheridan-Bertie)
2. Ich Lieb' Dich So (Pomus-Spector-Lueth)
3. Der Kiss-Me Song (Warren-Schwabach-Wallnau)
4. Madison Kid (C. Thomas)
5. Let's Dance (Sheridan-Lee)
6. Ruby Baby (Leiber-Stoller)
7. What'd I Say (Ray Charles)
8. Veedeboom Slop Slop (Johnny Sivo)
9. Let's Slop (Sivo-Gleissner)
10. My Bonnie (no intro)